# بيل نيومان
بيل نيومان هو سياسي كندي، ولد في 1928 في تورونتو في كندا، وتوفي في 12 أكتوبر 1988 في أجاكس في كندا. حزبياً، نشط في حزب أونتاريو المحافظ التقدمي. وقد انتخب عضو برلمان مقاطعة أونتاريو.